# Phalacridae
Phalacridae jsou čeleď brouků z nadčeledi Cucojoidea. Často jsou nalézáni na květech rostlin. Brouci mají oválný tvar, žlutohnědou barvu a měří kolem 2 mm.